# وادزیم ماخنئو
وادزیم ماخنئو (بلاروسی: Вадзім Генадзевіч Махнеў؛ زادهٔ ۲۱ دسامبر ۱۹۷۹) قایقران کانو اهل بلاروس بود.
وی در مسابقات کشوری و بین‌المللی در مجموع برندهٔ ۹ مدال طلا، ۷ مدال نقره، ۸ مدال برنز شده‌است.